# رودين
رودين (بالروسية: Рудин)، هي أول رواية كتبها إيفان تورغينيف، الكاتب الروسي الذي اشتهر بقصصه القصيرة ورواياته مثل الآباء والبنون. بدأ تورغينيف العمل على الرواية في عام 1855، ونشرت لأول مرة في المجلة الأدبية «سوفريمينيك» في عام 1856. وقدم تورغينيف العديد من التغييرات في الطبعات اللاحقة. وربما كان الأقل شهرة بين روايات تورغينيف.
رغم كونها أولى روايات تورغينيف، ولكنه استكشف موضوع “الرجل الزائد” وعدم قدرته على العمل (الذي أصبح موضوعا رئيسيا في أعمال تورغينيف). وعلى غرار غيرها من روايات تورغينيف، وركزت القصة على قصة حب الشخصية الرئيسية وامرأة شابة ولكنها مثقفة وواعية وتتناقض مع البطل الرئيسي (هذا النوع من الشخصيات النسائية أصبح يعرف في النقد الأدبي باسم «тургеневская девушка»، «أو فتاة تورغينيف»).

## السياق
كتب تورغينيف رودين في أعقاب حرب القرم مباشرة، عندما أصبح من الواضح للعديد من الروس المتعلمين أن الإصلاح ضروري. كان الجدل الرئيسي لجيل تورغينيف نفسه هو النقاش بين السلافوفيليين مقابل المتغربين.
صور تورغينيف رودين بصورة الرجل المثالي من هذا الجيل (المعروف باسم «جيل الأربعينيات»)، فهو رجل مفكر ولكنه غير فعال في الحياة العملية. هذا التفسير للرجل الزائد على أنه شخص يمتلك قدرات وإمكانات فكرية كبيرة، لكنه غير قادر على إدراكها، ينبع من نظرة تورغينيف الخاصة للطبيعة البشرية.
يقترح العديد من النقاد أن صورة رودين كانت على الأقل جزئيًا سيرة ذاتية. أكد تورغينيف نفسه أن الشخصية كانت صورة «مخلصة إلى حد ما» للفوضوي ميخائيل باكونين، الذي يعرفه المؤلف جيدًا. قال ألكسندر هيرزن، الذي كان يعرف الرجلين، في مذكراته أن رودين المتذبذب كان له قواسم مشتركة مع تورغينيف الليبرالي أكثر من باكونين المتمرد.
غالبًا ما تقارن رودين مع روايتي يفغيني اونيغين لبوشكين وبطل من زماننا لميخائيل ليرمنتوف.
يعتبر الاثنان الأخيران تمثيلات لأجيالهم («جيل العشرينيات» و «جيل الثلاثينيات» على التوالي) وكذا يعتبر رودين تمثيلاً لجيله؛ تشترك الأعمال الأدبية الثلاثة التي تعرض هذه الشخصيات في العديد من أوجه التشابه في البنية، ويشار إلى جميع الشخصيات الثلاثة بشكل روتيني باسم «الرجال الزائدين» (تبقى مسألة انطباق الوصف على الثلاثة موضوعًا للنقاش العلمي).
لفترة طويلة، لم يكن تورغينيف متأكدًا من النوع الأدبي لرودين، فنشرها كرواية قصيرة، في عام 1860 تم نشرها مع روايتين أخريين، ولكن في الإصدارات الثلاثة من أعمال تورغنيف التي تلت ذلك تم تجميعها مع قصص قصيرة. في النسخة النهائية عام 1880، تم وضعها مرة أخرى على رأس الروايات. تم استكشاف موضوع الرجل الزائد في الحب بشكل أكبر في روايات تورغينيف اللاحقة، وبلغت ذروتها في الآباء والبنون.

## الشخصيات الرئيسية
- ديمتري نيكولايفيتش رودين

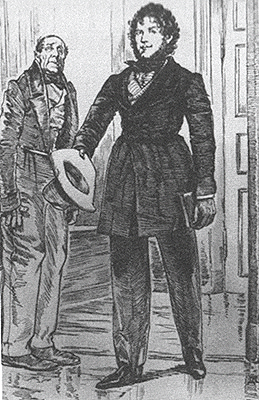
الظهور الأول لرودين في منزل لاسونسكايا. بواسطة ديمتري كاردوفسكي

بطل الرواية الرئيسي. رودين هو رجل نبيل مثقف ومفكر وبليغ للغاية. موارده المالية قليلة للغاية ويعتمد على الآخرين في معيشته. كان والده عضوًا فقيرًا في طبقة النبلاء وتوفي عندما كان رودين لا يزال صغيرًا جدًا. نشأته والدته، التي أنفقت كل الأموال التي كانت لديها عليه، وتلقى تعليمه في جامعة موسكو وفي الخارج في ألمانيا، في هايدلبرغ وبرلين (درس تورغنيف نفسه في برلين). عندما ظهر لأول مرة في الرواية، تم وصفه على النحو التالي: "رجل يبلغ من العمر حوالي خمسة وثلاثين... طويل القامة ومنحن إلى حد ما، بشعر مجعد هش وبشرة داكنة، وجه غير منتظم ولكن معبر وذكي... لم تكن ملابسه جديدة، وكانت صغيرة عليه. أثناء الرواية كان يعيش في منزل داريا ميخائيلوفنا ويقع في حب ابنتها ناتاليا. هذا الحب هو الصراع الرئيسي في الرواية. إن بلاغته تكسبه احترام الحاضرين، لكن العديد من الشخصيات الأخرى تظهر كرهًا شديدًا له، وخلال مسار الرواية يتضح أنه على الرغم من بلاغته لا يستطيع أن ينجز ما يتحدث عنه.
- ناتاليا أليكسيفنا لاسونسكايا

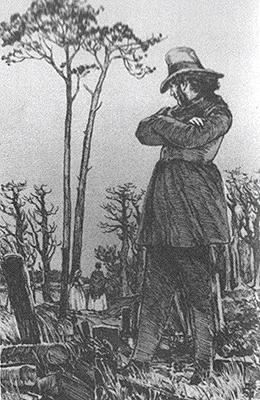
ناتاليا تترك رودين بعد لقائهم الحاسم الأخير. بواسطة ديمتري كاردوفسكي

يشار إليها أيضًا باسم ناتاشا. ناتاليا هي ابنة داريا ميخائيلوفنا البالغة من العمر سبعة عشر عامًا. إنها ملتزمة، وجيدة القراءة وذكية، ولكنها أيضًا متحفظة تمامًا. في حين أن والدتها تعتبرها فتاة حسنة الطباع وذات أخلاق حسنة، إلا أنها لا تملك رأيًا عاليًا بشأن ذكائها، وهي مخطئة تمامًا. وتعتقد أيضًا أن ناتاليا "باردة"، بلا عاطفة، ولكن في بداية الفصل الخامس أخبرنا الراوي أن "مشاعرها كانت قوية وعميقة، لكنها متحفظة؛ حتى عندما كانت طفلة نادرا ما كانت تبكي، والآن نادرا ما تتنهد ويظهر عليها شحوب بسيط عندما يزعجها شيء.
تشارك في محادثات فكرية مع رودين (لم تمنعها والدتها من ذلك لأنها تعتقد أن هذه المحادثات «تحسن عقلها»)؛ تؤمن ناتاليا برودين وأفكاره وتثق به ثقة مطلقة، يشاركها رودين أفكاره ويعطيها كتبا-بشكل خاص- لتقرأها، وسرعان ما تقع في حبه. تسعى لجعله قادرا على تطبيق أفكاره بشكل عملي.
غالبًا ما يُنظر إلى ناتاليا على أنها أول «خادمات تورغينيف» الاتي ظهرن في روايات تورغينيف تباعا.
- داريا ميخائيلوفنا لاسونسكايا

مالكة أرض تحدث في منزلها معظم أحداث الرواية. إنها أرملة مستشار خاص، «سيدة ثرية ومتميزة». على الرغم من أنها ليست مؤثرة في سان بطرسبرج، ناهيك عن أوروبا، إلا أنها غالبا ما تدعي ذلك، تشتهر في مجتمع موسكو بأنها «امرأة غريبة الأطوار إلى حد ما، وليست حسنة الطباع تمامًا، ولكنها ذكية للغاية.» كانت جميلة ساحرة في شبابها، ولكن لم يبقَ أثر لسحرها السابق الآن. تتجنب نساء ملاك الأراضي المحليين، لكنها تستقبل العديد من الرجال. اكتسب رودين ثقتها في البداية، لكنها استاءت جدًا عندما علمت بحب رودين وناتاليا. ومع ذلك، فإن رأيها في ناتاليا أبعد ما يكون عن الصحة.
- ميخائيل ميخائيلوفيتش ليزينيف

مالك أرض محلي غني، يُعتقد عمومًا أنه «رجل غريب» ويوصف في الفصل الأول بأنه يشبه «كيس طحين ضخم». يبلغ ليزنيف حوالي ثلاثين عامًا، ونادرًا ما يزور داريا ميخائيلوفنا (يتغير هذا الحال مع تقدم الرواية)، ولكنه غالبًا ما يتم العثور عليه في منزل أليكساندرا بافلوفنا ليبينا؛ إنه صديق لها ومع شقيقها سيرجي. تيتم في سن السابعة عشرة، وعاش في منزل خالته ودرس مع رودين في جامعة موسكو، حيث كانا أعضاء في نفس المجموعة من الشباب المثقفين وكانا صديقين مقربين؛ كان يعرفه أيضًا في الخارج، لكنه بدأ يكرهه هناك. في الواقع ليزينيف يحب ألكسندرا وفي النهاية يتزوجها. غالبًا ما تتناقض شخصيته مع شخصية رودين، فهو ذكي وعملي على الرغم من أنه لا يفعل أي شيء استثنائي. يركز على أداء الوظائف التي تقع على عاتقه ويقوم بها بكفاءة عالية لا ينظر أبعد من ذلك. لقد وصف رودين أولاً بعبارات هجومية قاسية للغاية، لكنه في النهاية هو أيضًا يعترف بـ «عبقرية» رودين في مجالات معينة من الحياة.
- أليكساندرا بافلوفنا ليبينا

مالكة أرض محلية، وهي أول الشخصيات الرئيسية التي ظهرت في الرواية. توصف بأنها أرملة، ليس لديها أطفال، وثرية إلى حد ما؛ تساعد المرضى والمحتاجين، تعيش مع شقيقها سيرجي، الذي يدير ممتلكاتها، وتزور داريا ميخائيلوفنا أحيانًا (تقل زياراتها مع تقدم الرواية). تصفها داريا ميخائيلوفنا بأنها «مخلوق جميل، طفل مثالي، طفل مطلق».
كانت دائمة الدفاع عن رودين في أحاديثها مع ليزينيف. في النهاية، تزوجت من ليزينيف ويبدو أنها الشريك المثالي له.
- سيرجي بافلوفيتش فولينتسيف

شقيق ألكساندرا، ضابط سلاح فرسان متقاعد ويدير ممتلكات أخته. في بداية الرواية كان ضيفًا دائمًا في منزل داريا ميخائيلوفنا، لأنه يحب ناتاليا. يحمل كرها كبيرا لرودين، الذي يراه شديد الذكاء ومنافسا خطيرا في حب ناتاليا. يزداد كرهه لرودين بعد زيارة رودين له لإبلاغه بحبه المتبادل مع ناتاليا. يظهر بشكل عام على أنه شخص لطيف قليل الثقافة، وهو صديق مقرب لليزينيف.

## الشخصيات المساعدة
- كونستانتين ديوميديك بانداليفسكي

سكرتير داريا ميخائيلوفنا، شاب متملق ويبدو أنه شخص غير أمين وغير سار بشكل عام.
- أفريكان سيمينيتش بيغاسوف

يوصف بيغاسوف بأنه شخص غريب يهاجم بحدة كل شيء وكل شخص، كثيرا ما يزور بيغاسوف داريا ميخائيلوفنا قبل ظهور رودين ويسليها بملاحظاته المريرة، التي تستهدف النساء في الغالب. جاء من أسرة فقيرة، وثقف نفسه، وتدرج في الخدمة الحكومية، ارتكب خطأ أجبره على التقاعد. إنه الضحية الأولى لبلاغة رودين، ففي أول ظهور لرودين تحداه في مناظرة فهزمه رودين بسهولة.
- باسيستوف

مدرس ولدي السيدة داريا الصغار، كان مفتونا برودين ورأى فيه ملهمه وقدوته في الحياة، من خلاله يمكننا أن نعلم أن رودين ليس عديما للفائدة وأنه قادر على إلهام الناس وتحسين حياتهم وإن تعسر عليه فعل ذلك مع نفسه.